# Hurlburt Field

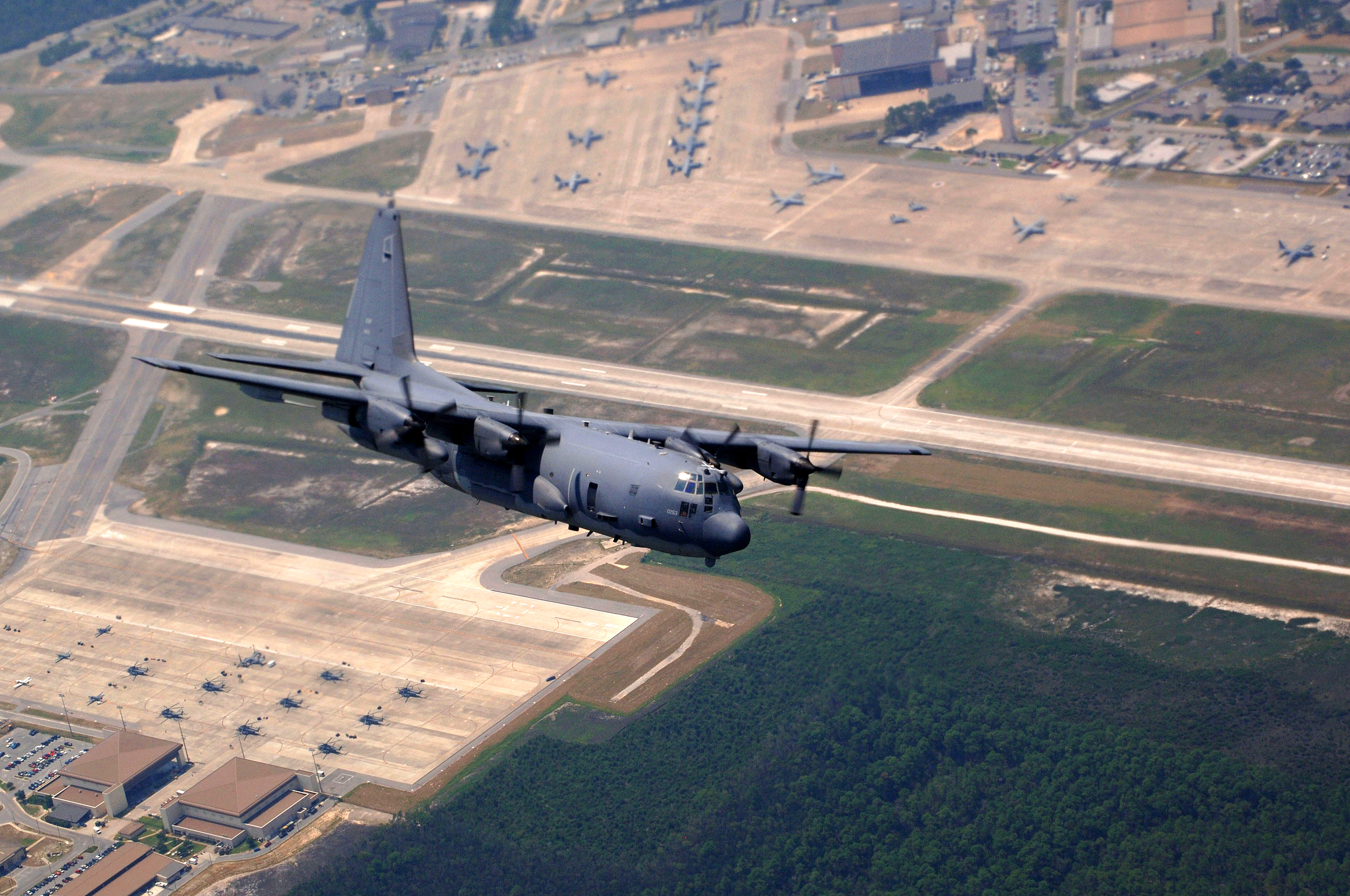
Markunderstödsflygplan av typ AC-130U Spooky som är en modifierad version av C-130 Hercules flyger över Hurlburt Field, 24 augusti 2007.

Hurlburt Field är en militär flygplats (ICAO: KHRT, FAA LID: HRT) tillhörande USA:s flygvapen belägen i Okaloosa County i delstaten Florida. Hurlburt Field var ursprungligen ett mindre flygfält i det vidsträckta övningsområdet för Eglin Air Force Base och som uppfördes under andra världskriget, men blev under det kalla kriget en bas i "egen rätt" som från 1961 har huserat flygvapnets specialförband. Basen är uppkallad efter Donald Wilson Hurlburt (1919-1943) som var en pilot i U.S. Army Air Forces som omkom i en flygolycka i närområdet.
Sedan 1987 finns här högkvarteret för Air Force Special Operations Command (AFSOC), som är flygvapenkomponenten till United States Special Operations Command (SOCOM), samt även förläggningsplats för flera av AFSOC:s ingående förband. 1st Special Operations Wing (1 SOW) är basens värdförband.
Anläggningen upptar en areal på 27 kvadratkilometer och har över 8 000 anställda.